# Mangadu
Mangadu è una suddivisione dell'India, classificata come town panchayat, di 20.108 abitanti, situata nel distretto di Kanchipuram, nello stato federato del Tamil Nadu. In base al numero di abitanti la città rientra nella classe III (da 20.000 a 49.999 persone).

## Geografia fisica
La città è situata a 13° 02' 14 N e 80° 06' 40 E.

## Società

### Evoluzione demografica
Al censimento del 2001 la popolazione di Mangadu assommava a 20.108 persone, delle quali 9.894 maschi e 10.214 femmine. I bambini di età inferiore o uguale ai sei anni assommavano a 2.233, dei quali 1.155 maschi e 1.078 femmine. Infine, coloro che erano in grado di saper almeno leggere e scrivere erano 14.633, dei quali 7.880 maschi e 6.753 femmine.